# Ocean City (Nova Jérsei)
Ocean City é uma cidade localizada no estado americano de Nova Jérsei, no Condado de Cape May.

## Demografia
Segundo o censo americano de 2000, a sua população era de 15.378 habitantes.
Em 2006, foi estimada uma população de 15.124, um decréscimo de 254 (-1.7%).

## Geografia
De acordo com o United States Census Bureau tem uma área de
28,7 km², dos quais 17,9 km² cobertos por terra e 10,8 km² cobertos por água.

## Localidades na vizinhança
O diagrama seguinte representa as localidades num raio de 12 km ao redor de Ocean City.